# Teobaldo de Castillon
Teobaldo de Castillon (em francês:  Thibaud de Castillon) (Castillon ? - Avinhão, 28 de maio de 1356) foi um prelado francês.

## Biografia
Foi, sucessivamente, bispo de Saintes (1322-1348) e bispo de Lisboa (1348-1356).
Tal como o seu antecessor à frente da diocese de Lisboa, D. Estêvão de la Garde, D. Teobaldo de Castillon era de origem francesa; tendo em 1348 o Papa Clemente VI designado-o novo bispo de Lisboa, permutou com D. Estêvão de la Garde a diocese de Saintes, onde até então estivera investido. Devido à grande peste que começou a grassar a partir de setembro de 1348, decidiu não vir a Portugal tomar posse do seu benefício, antes se encarregando de governar a diocese, tal como o seu antecessor, por meio de vigários-gerais. Não se conhecem mais dados relevantes do seu governo.